# Санкури
Санкури (пол. Sankury) — село в Польщі, у гміні Пунськ Сейненського повіту Підляського воєводства. Населення — 38 осіб (2011).
У 1975-1998 роках село належало до Сувальського воєводства.

## Демографія
Демографічна структура станом на 31 березня 2011 року:
|          | Загалом | Допрацездатний вік | Працездатний вік | Постпрацездатний вік |
| -------- | ------- | ------------------ | ---------------- | -------------------- |
| Чоловіки | 19      | 3                  | 14               | 2                    |
| Жінки    | 19      | 3                  | 11               | 5                    |
| Разом    | 38      | 6                  | 25               | 7                    |